# Carbó de coc

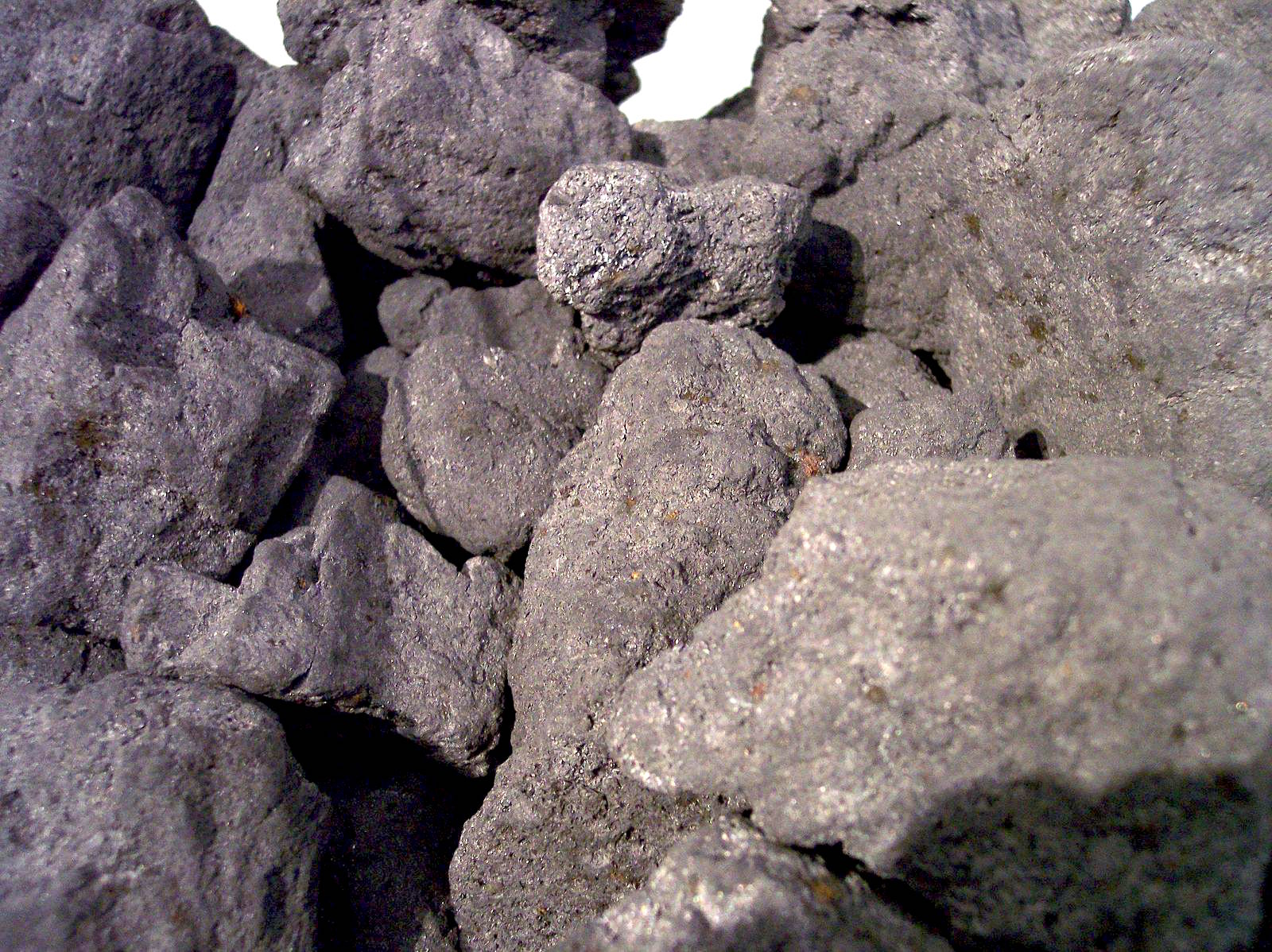
Carbó de coc.

El carbó de coc o simplement coc és un combustible obtingut de la destil·lació seca de carbons bituminosos de baix contingut de cendres i baix contingut de sofre escalfats a temperatures molt altes (2.000 °C) en forns tancats i a la qual s'hi afegeix calcita per millorar la combustió, que l'aïllen de l'aire, i que només conté una petita fracció de les matèries volàtils que en formen part. És fruit de la descomposició tèrmica de carbons bituminosos en absència d'aire. Quan aquests carbons s'escalfen deprenen gasos que són molt útils industrialment; el sòlid que en resulta és el carbó de coc, que és lleuger i porós (densitat 0,77) i pràcticament amb una humitat nul·la.

## Història

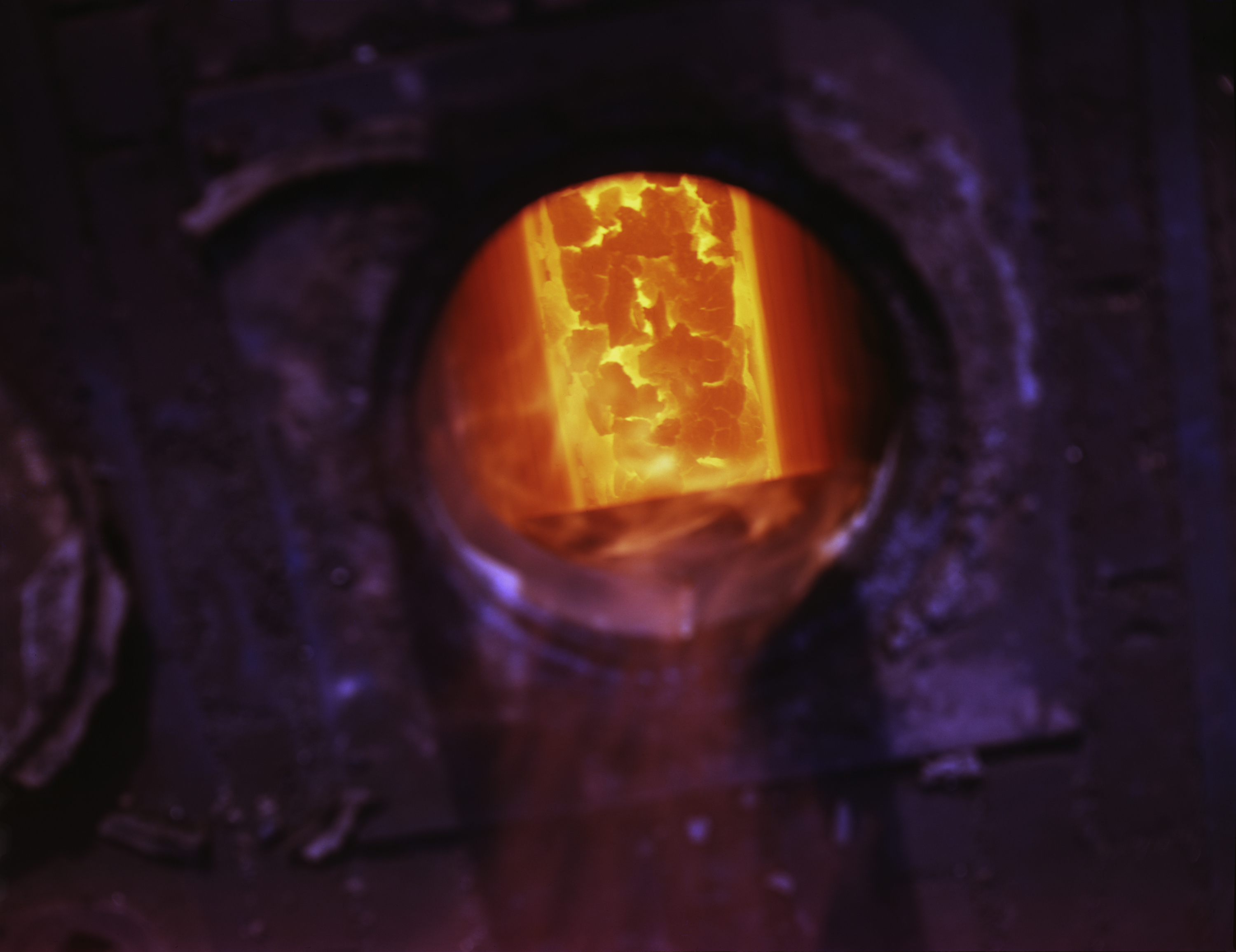
Alt forn de Detroit el 1942

A la Xina del segle ix aC ja es produïa el carbó de coc. Durant la revolució industrial va substituir al carbó vegetal com reductor i font d'energia als alts forns, facilitant la siderúrgia (és important per a la fabricació del ferro i l'acer) que fins aleshores depenia de la llenya. En les llars del segle xix es feia servir el carbó de coc, ja que no desprenia fums.

## Producció
El coc es produeix en una bateria de forns de coc. El procés consisteix a posar-lo al forn de 10 a 24 hores. Els productes gasosos i líquids que s'obtenen tenen més importància econòmica que el sòlid o carbó de coc.

## Coc de petroli
La varietat coc de petroli és un sòlid de densitat 1,2 obtingut refinant el petroli o per cracking del petroli. Serveix per fabricar elèctrodes de grafit artificial, abrasius, pigments i com a combustible.